# 天鉤四
仙王座η（天钩四），又名BD+61 2050，HD 198149、SAO 19019、HR 7957，是仙王座的一颗恒星，视星等为3.43，位于銀經97.86，銀緯11.64，其B1900.0坐标为赤經20h 43m 15.3s，赤緯+61° 11.64′ 1″。